# Округ Сарпи (Небраска)
Сарпи (енгл. Sarpy County) је округ у америчкој савезној држави Небраска.

## Демографија
По попису из 2010. године број становника је 158.840, што је 36.245 (29,6%) становника више него 2000. године.
| Група             | 2000.           | 2010.           |
| Белци             | 106.823 (87,1%) | 133.132 (83,8%) |
| Афроамериканци    | 5.340 (4,4%)    | 6.321 (4,0%)    |
| Азијати           | 2.331 (1,9%)    | 3.353 (2,1%)    |
| Хиспаноамериканци | 5.358 (4,4%)    | 11.569 (7,3%)   |
| Укупно            | 122.595         | 158.840         |